# Skała Markowa (Wyżyna Olkuska)

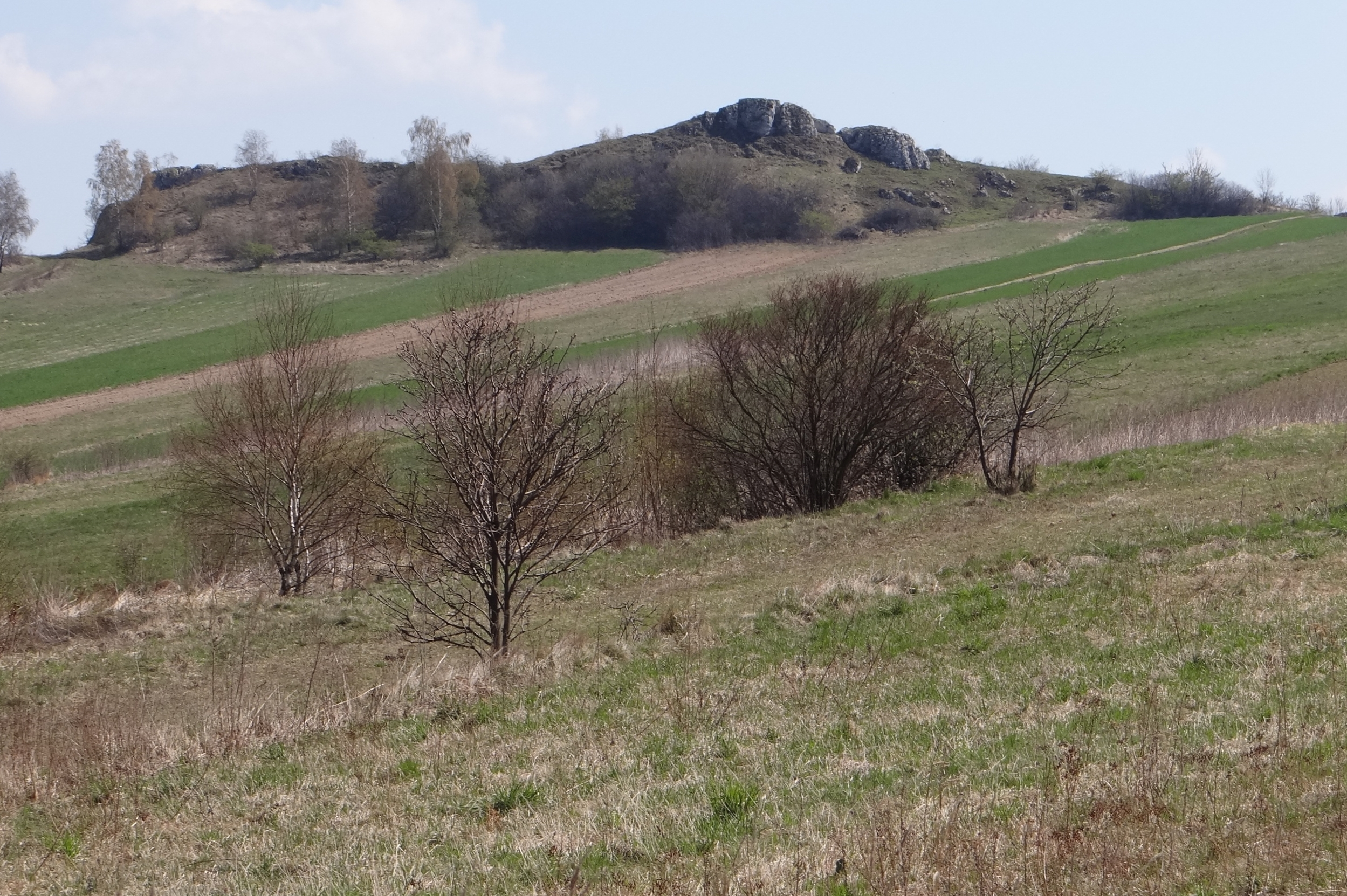
Widok od zachodu

Skała Markowa – skała w miejscowości Racławice w województwie małopolskim, w powiecie krakowskim, w gminie Jerzmanowice-Przeginia. Wznosi się w lewych (wschodnich) zboczach górnej części Doliny Racławki Jest to obszar Wyżyny Olkuskiej w obrębie Wyżyny Krakowsko-Częstochowskiej
Skała Markowa wznosi się na wysokość 455,5 m n.p.m. wśród pól uprawnych na wierzchowinie Wyżyny Olkuskiej. W odległości około 600 m na zachód od niej wznosi się wśród pól skała Racuch. Obydwie skały zbudowane są z wapieni pochodzących z późnej jury.